# オリジナル・マウンテン・カー
オリジナル・マウンテン・カー（英：Oribinal Mountain Cur）とは、アメリカ合衆国原産のツリーイング・ドッグ犬種である。単にマウンテン・カーと呼ばれることもある。

## 歴史
18世紀頃にイングリッシュ・フォックスハウンドや牧畜用の犬数種類とネイティブアメリカンの犬をかけ合わせて作られた。セントハント（嗅覚猟）があまり得意でなく、追跡の際に吠える事も少ないがツリーイング猟に特化した犬種である。木の上に追い詰めた獲物の処置も臨機応変に対応できるため、広く用いられていた。
しかし時が経つにつれて他の犬種に人気を奪われたり、無計画な異種交配が行われるようになり純血個体が減少していった。更に第二次世界大戦の勃発により大きく戦禍を被り、絶滅寸前にまで追い詰められた。しかし、戦後保存会が結成され、生き残った犬を用いてブリーディングが行われ、頭数を回復する事に成功した。このプロジェクトの成功後、本種を異種交配された雑種のカーと区別するため、犬種名に「オリジナル」を冠して現在の犬種名に改名された。しかし、現在でも本種のことを「マウンテン・カー」と呼ぶ人は多い。
アメリカ国内ではほとんど無名の犬種であるが、かつて本種がペットとして描かれた小説、「オールド・イェラー」がハリウッドで映画化されたことがあった。然しながら、この時ペット役の犬は本種ではなくイエローの毛色のラブラドール・レトリーバーが使われたため、オリジナル・マウンテン・カーの世界進出の夢はあっけなく妨げられてしまった。このことにより一部の愛好家の中にはラブラドール・レトリーバーを忌むものまで現れたといわれている。
現在も本種はほとんどがアメリカ国内で実猟犬として使われているが、時々ペットとして飼われているものもいる。外見よりも実猟犬としての能力を維持する目的でFCIには公認申請を行っていない。

## 特徴
がっしりとしたハウンドタイプの体型を持つ犬種で、ボディは筋肉質で締まっている。脚は長く、マズルの先は尖っている。垂れ耳・垂れ尾だが尾は生まれつき無かったり半分くらいの長さに断尾される事もある。コートはスムースコートで、毛色はブラウン・アンド・ホワイトなどがある。性格は忠実で愛情深く、忍耐力がある。運動量は多いがあまり吠えないため、アウトドア派の家庭のペットとしても最適である。

## 参考
『デズモンド・モリスの犬種事典』デズモンド・モリス著書、福山英也、大木卓訳 誠文堂新光社、2007年